# Średniowieczne domostwo

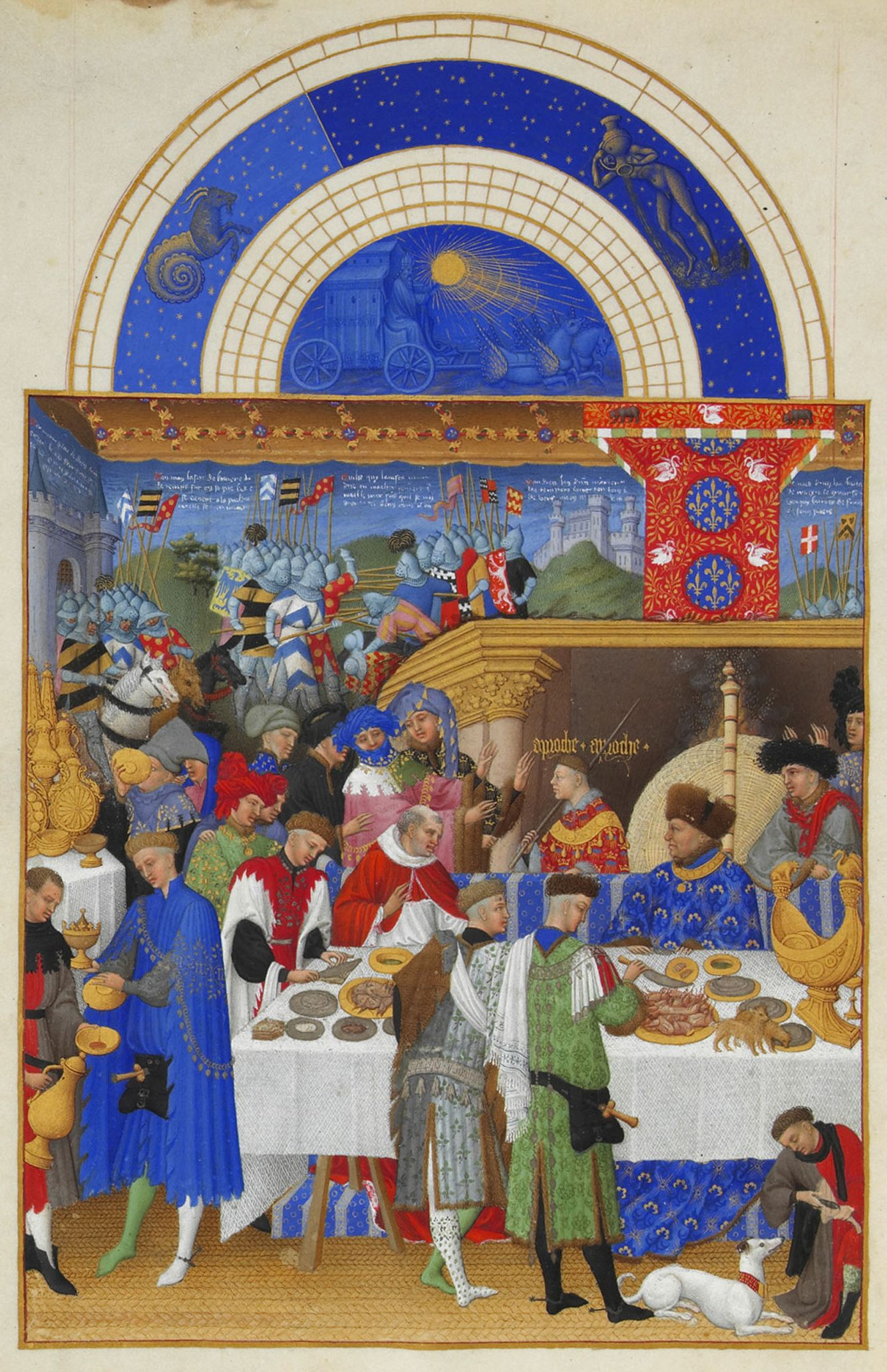
Jan de Valois, książę de Berry, biesiaduje przy suto zastawionym stole, otoczony licznymi sługami, gośćmi, a także podwładnymi. Ilustracja pochodzi z ok. 1410 roku, z „Bardzo bogatych godzinek księcia de Berry’ego”.

W średniowiecznym domostwie, podobnie jak we współczesnym domu, skupiało się życie rodzinne wszystkich warstw społecznych Europy. Jednak dawniej mieszkało w nim o wiele więcej domowników niż w dzisiejszej Europie zachodniej, gdy dominuje model rodziny nuklearnej. Zarówno w pałacu króla, jak i w skromnej chacie chłopa, wraz z panem domu oraz jego najbliższą rodziną żyli bliżsi bądź dalsi krewni, a także służba i podwładni, których liczba wahała się w zależności od dostatku chlebodawcy. Domostwa tego typu przeminęły wraz z ustanowieniem potrzeby prywatności, co miało miejsce u schyłku średniowiecza.
Istniały różnice między poszczególnymi domami; w końcu trzeba wziąć pod uwagę cały kontynent i ponad tysiącletni przedział czasu. Mimo to, wciąż można mówić o klasycznym modelu średniowiecznego domostwa, który rozwinął się w imperium karolińskim, a z czasem został przyjęty w większości państw Europy.

## Domostwa arystokracji

### Tło historyczne
Zarówno w starożytnej grece, jak i łacinie nie istniał ekwiwalent słowa „rodzina” w dzisiejszym rozumieniu. Łacińskie słowo familia należy raczej przetłumaczyć jako „gospodarstwo domowe” aniżeli „rodzina”. Domostwo rzymskiej arystokracji było podobne do tego ze średniowiecza pod względem ilości domowników; oprócz pater familias, jego żony i dzieci, mieszkali tam klienci lub podwładni pana, którzy mu służyli, doradzali i od którego pozyskiwali względy. Różnica polegała na tym, że w starożytnym Rzymie do wykonywania codziennych obowiązków trzymano w domach niewolników, a nie płatną służbę jak w średniowieczu. Poza tym nie trzeba było budować fortyfikacji, ponieważ w obrębie granic Cesarstwa rzymskiego panował względny spokój i bezpieczeństwo. Jednak należy podkreślić fakt, że domostwo arystokracji w średniowiecznej Europie spełniało tak funkcję obronną, jak i socjoekonomiczną. Dlatego też, od IX wieku za idealną siedzibę uznawany był zamek.

### Struktura
Z powodu funkcji obronnej, jaką pełniło średniowieczne domostwo możnowładców, pracowali w nim głównie mężczyźni. Pod koniec średniowiecza stosunek kobiet do mężczyzn nieco się wyrównał, ale zanim to nastąpiło, w zamku mieszkała tylko pani domu, jej córki oraz damy dworu, a czasem kilka służących potrzebnych do wykonywania domowych obowiązków, takich jak pranie. Wśród służących wielu pełniło wyłącznie funkcje wojskowe, byli odźwiernymi, a także rycerzami i giermkami, którzy stacjonowali na zamku mniej lub bardziej licznie na wypadek ataku. Jednakże wielu z nich pełniło zgoła inne funkcje, między innymi pracowali jako służba, a do ich zadań należało głównie wykonywanie domowych obowiązków. W biedniejszych rodzinach byli to po prostu okoliczni mieszkańcy rekrutowani z okolicznych wiosek. W domach bogatszych rodzin, szczególnie tam, gdzie rezydowali władcy, taką funkcję pełnili synowie ich krewnych lub specjalni słudzy, tworzący tzw. świtę.
Obecność szlachetnie urodzonych służących doprowadziła do ustanowienia w domostwie społecznej hierarchii, która szła w parze z innym porządkiem, wynikającym z pełnionej funkcji. Na szczycie tej drugiej hierarchii stał marszałek dworu, zwany też seneszalem lub majordomem, którego nadrzędnym obowiązkiem było doglądanie domostwa. Pieczę nad dobrym samopoczuciem pana i jego rodziny sprawował szambelan, który był przede wszystkim odpowiedzialny za komnatę sypialną i część prywatną zamku, a także garderobiany, zajmujący się doborem ubioru i innymi domowymi sprawami. Równie ważną postacią co marszałek dworu był masztalerz. Ten wyższy urzędnik opiekował się końmi i stajniami domostwa, ważnymi z punktu widzenia wojskowego, oraz dbał, by przestrzegano dyscypliny. Masztalerz oraz inni wysocy rangą służący mieli pomagierów, którzy wspierali ich w wykonywaniu obowiązków. Hierarchia tych „asystentów” wyglądała następująco: valet de chambre (m.in. doglądał ubioru), stajenny, paź. Przeważnie byli to młodzi chłopcy, chociaż czasem na dużych królewskich dworach funkcję valet de chambre pełnili zarówno młodzi szlachetnie urodzeni dworzanie, jak i artyści, muzycy oraz inni, którzy mogli przynieść sławę władcy. Przydzielenie takich zadań regulowało pozycję valet de chambre na dworze.
W średniowiecznym domostwie bardzo ważne było zdobycie, przechowywanie i przygotowanie jedzenia. Na co dzień karmiono mieszkańców zamku, a raz na jakiś czas przygotowywano wielkie uczty dla gości, aby podkreślić wysoki status władcy. Średniowieczna kuchnia była podzielona na spiżarnię, w której przechowywano chleb, ser i lniane nakrycia, oraz piwnicę na wino i piwo. Nad pomieszczeniami pieczę sprawowali odpowiednio stolnik i cześnik. W zależności od rozmiaru domostwa obie izby mogły być podzielone na kilka mniejszych. W poniższej tabeli zamieszczone są niektóre pomieszczenia, które można było odnaleźć w domostwach arystokracji lub na dworach królewskich:
| Pomieszczenia gospodarcze:                          | Pomieszczenia gospodarcze:               | Pomieszczenia gospodarcze: | Pomieszczenia gospodarcze: |
| Administracja                                       | Jedzenie i trunki (główne pomieszczenia) | Jedzenie i trunki (dodatkowe pomieszczenia) | Inne |
| --------------------------------------------------- | ---------------------------------------- | --- | --- |
| - domostwo - stajnie - komnata sypialna - garderoba | - kuchnia - spiżarnia - piwnica          | - pomieszczenie na słodkości - piwniczka - pomieszczenie na drób - pomieszczenie na przyprawy - spiżarnia na ryby i mięso - pomieszczenie, gdzie oprawiano zwierzęta - pomieszczenie, gdzie przygotowywano sosy | - zmywalnia naczyń i pralnia - pomieszczenie na świece - pomieszczenie, gdzie przechowywano wodę oraz naczynia do picia i mycia się - pralnia - pomieszczenie na lniane nakrycia |

Co więcej, w średniowiecznym domostwie byli potrzebni słudzy, którzy polowali na dzikie zwierzęta. Naczelny myśliwy zajmował centralną pozycję w domostwach arystokracji. Podobnie jak sokolnik, który często był szlachetnie urodzony. Ludzie potrzebowali także duchowej strawy, stąd kaplica w każdym dużym domostwie. Liczba duchownych zajmujących się tego typu kaplicami zmieniała się. Kapelani, ojcowie duchowni i jałmużnicy spełniali zarówno funkcje administracyjne, jak i nieśli posłannictwo duchowe.

### Królewskie domostwa
Dwory królewskie były bardzo podobne do domostw arystokracji, lecz przewyższały te drugie rozmiarami. Jak zauważył kronikarz burgundzki, Georges Chastellain, który podziwiał splendor dworu władców Burgundii: „po szlachetnych czynach wojny, które do chwały są prawem, domostwo to pierwsza rzecz jaka oko cieszy, tak też musi prowadzona i urządzona być dobrze”. Mimo podobieństw, oba domostwa istotnie się różniły. Przede wszystkim królewscy urzędnicy byli w dużej mierze odpowiedzialni za zarządzenie nie tylko domostwem, ale i włościami. Na przykład królowie Francji z dynastii Kapetyngów, z XI wieku „rządzili przy pomocy królewskich urzędników, których pod wieloma względami nie można było odróżnić od tych, pełniących funkcje na dworze”. W wyniku takiego stanu rzeczy urzędnicy, głównie marszałkowie dworu, mastalerze, cześnicy, szambelani i kanclerze, zdobywali coraz większą władzę, którą wykorzystywali, pnąc się po szczeblach kariery. Za przykład może posłużyć frankijska dynastia Karolingów, która powstała, kiedy majordomowie objęli tron. Pepin Krótki, ojciec Karola Wielkiego, dokonał zamachu stanu, detronizując króla Childeryka III. Innym przykładem jest szkocka dynastia Stuartów, której nazwa rodowa pochodzi od nazwy urzędu pełnionego przez ich przodków. Z czasem główne urzędy dworu królewskiego stały się tylko tytułami honorowymi, które nadawano największym rodom bez względu na ich zaangażowanie w życie na dworze. We Flandrii do XIII wieku urząd mastalerza, cześnika, marszałka dworu i szambelana przekształcił się w tytuł dziedziczny członków wysoko postawionych arystokratycznych rodzin, a co więcej, stracił polityczne znaczenie.
Poza tym domostwa królewskie różniły się od arystokratycznych liczbą stacjonujących tam żołnierzy. Król nie musiał polegać na wojskowej służbie poddanych, jeśli był w stanie zebrać dużą grupę swoich rycerzy. Przykładem może być Ryszard II, który darzył zaufaniem tylko swoich wojowników (rekrutowanych głównie w Cheshire), co sprawiało, że stracił poparcie wśród arystokracji, a ostatecznie przyczyniło się do jego upadku.

### Mobilność
Średniowieczne domostwa arystokracji nie były przypisane jednej lokalizacji, natomiast można je było z mniejszym lub większym skutkiem nieustannie przenosić. Ważniejsi możnowładcy posiadali majątki rozrzucone w różnych miejscach. Żeby odpowiednio kontrolować wszystkie nieruchomości, należało je regularnie wizytować. Mastalerz, jako osoba sprawująca pieczę nad końmi, zajmował się organizacją podróży. Wszystko w takim domostwie było do niej dostosowane, aby pan mógł cieszyć się w każdym miejscu tym samym luksusem.
Szczególnie dla królów mobilność dworu była ważnym elementem rządzenia i w wielu przypadkach władcy, będąc w podróży, zdawali się na gościnność poddanych, którzy oferowali im miejsce do spania i jedzenie. Czasem wiązało się to z dużymi wydatkami dla mieszkańców odwiedzanych miejscowości. Przygotowywano posiłki nie tylko dla członków królewskiego dworu, ale także dla całej królewskiej administracji. Dopiero pod koniec średniowiecza, kiedy usprawniono środki komunikacji, zarówno siedziby królewskie, jak i domostwa arystokracji, stały się bardziej związane z jednym miejscem.

### Domostwa w innych regionach

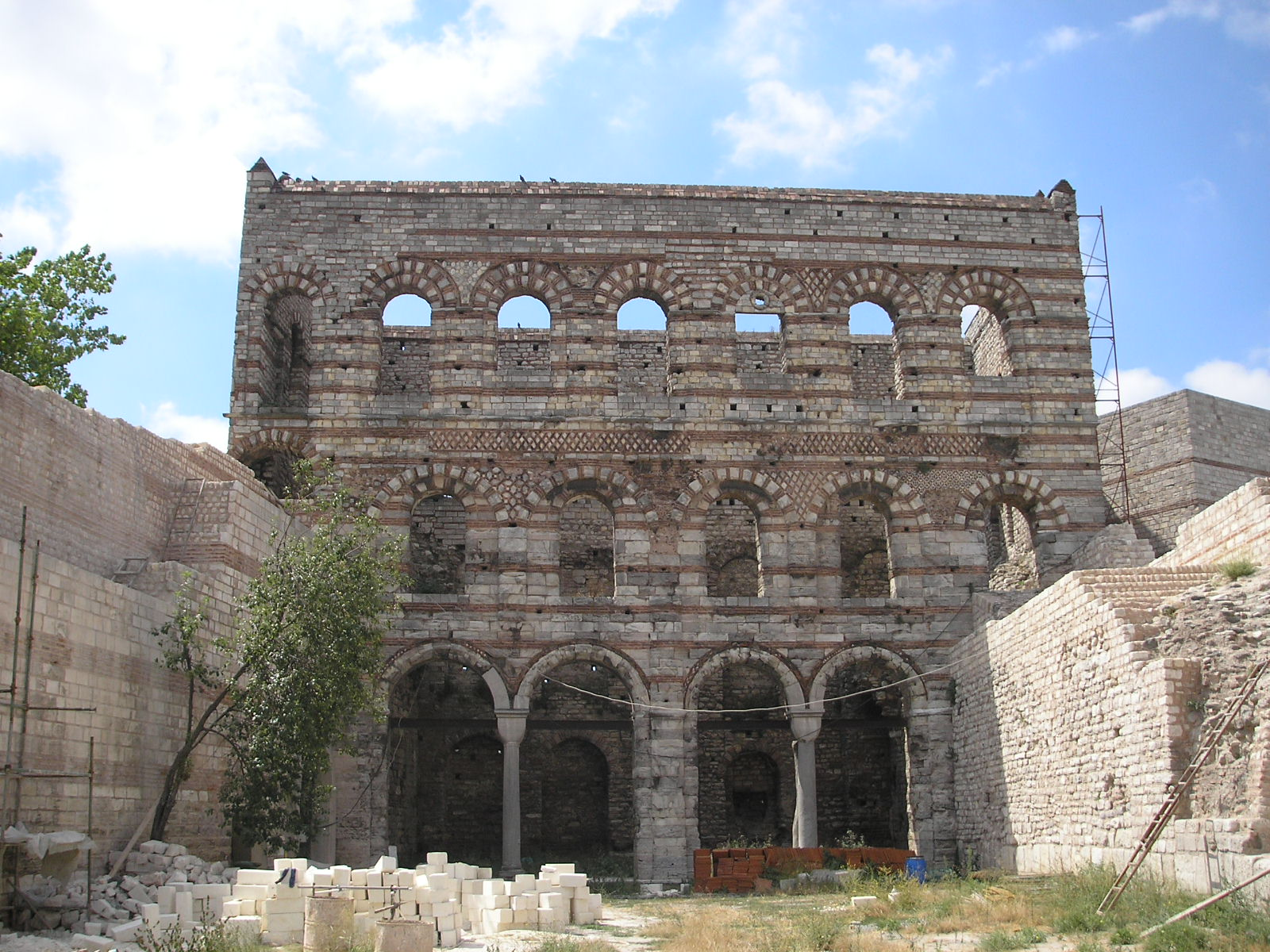
Ruiny bizantyjskiego pałacu Porfirogenetów w Stambule.

Życie arystokracji skupiało się wokół zamku, a zwyczaj ten wywodził się z imperium karolińskiego, podobnie jak większość średniowiecznej kultury, i stamtąd rozprzestrzenił się na większość obszarów Europy Zachodniej. W innych częściach kontynentu przeważały odmienne modele domostw. Na północnych i zachodnich obrzeżach Europy dominowały klany zamiast organizacji feudalnej a co za tym idzie, domostwa były urządzone w podobny do nich sposób. W Irlandii jednostką organizacji społecznej był „sept”, czyli klan który mógł zrzeszać nawet do 250 domostw lub 1250 spokrewnionych ze sobą osób. W Skandynawii ery wikingów domy były uboższe niż te na obszarach ówczesnej Francji czy Anglii, ale również tutaj wielcy możnowładcy posiadali ogromne domostwa, gdzie zabawiali liczne grupy gości.
W Cesarstwie Bizantyńskim aż do jego upadku służyli niewolnicy, a także eunuchowie. Niewiele wiadomo o domowym życiu mieszkańców cesarstwa, ponieważ zachowało się bardzo mało budynków. Jednakowoż ze źródeł historycznych i wykopalisk archeologicznych można wywnioskować, że chociaż zamki były rzadkością, to bogaci mieszkańcy żyli w pałacach o różnych rozmiarach z kaplicami i ogrodami, a także bogatymi zdobieniami w formie mozaik lub fresków.

## Domostwa chłopów i mieszczaństwa

### Wieś
Domostwa średniowiecznych chłopów były mniejsze niż te należące do arystokracji i pod tym względem przypominały bardziej współczesne domy. Wzorce małżeńskie ulegały znacznym zmianom przez całe średniowiecze. Mimo że większość dowodów archeologicznych pozwala na opisanie życia wyższych klas społeczeństwa, a największa ilość materiałów źródłowych znajduje się w Europie Południowej, to wciąż można tworzyć pewne uogólnienia. Jasne jest, że we wczesnym średniowieczu wiek, w którym zawierano związek małżeński, był stosunkowo wysoki. Co więcej, zarówno mężczyźni, jak i kobiety pobierali się, mając niemalże tyle samo lat. Wynikało to z tradycji plemion germańskich, która potem rozprzestrzeniła się na inne ludy, a także z rozmiaru osady – mała przestrzeń ograniczała wzrost liczby ludności. Sytuacja zmieniła się, gdy odkryto skuteczne metody uprawy ziemi i zaczęto kultywować coraz większe obszary. W połowie i pod koniec średniowiecza coraz więcej kobiet wydawano za mąż w wieku nastoletnim, przez co wzrósł współczynnik urodzeń. Kobietom przydzielano męża, gdy tylko osiągały dojrzałość płciową, natomiast mężczyźni mogli się żenić, tylko jeśli posiadali własne źródło utrzymania potrzebne przyszłej rodzinie. Dlatego też, mężczyźni zawierali małżeństwa stosunkowo późno, przeważnie przed trzydziestką.
Mimo że domy chłopów były o wiele mniejsze od domostw arystokracji, najbogatsi z nich również mogli zatrudniać służących. Pełnienie służby było czymś naturalnym i wielu młodych ludzi pracowało w ten sposób przez kilka lat, będąc daleko od domu przy jakiejś innej rodzinie. Dzięki temu nabywali umiejętności, które przydawały im się potem w życiu, i mogli na siebie zarabiać. Było to szczególnie korzystne dla młodych dziewczyn, które w ten sposób miały możliwość odłożenia oszczędności na posag.
Domy średniowiecznych chłopów były słabej jakości w porównaniu ze współczesnymi zabudowaniami. Podłogę stanowiło klepisko, a brak okien ograniczał wentylację i dopływ światła. Poza tym, mieszkali tam nie tylko ludzie, ale i zwierzęta gospodarcze. Pod koniec średniowiecza warunki życia chłopów poprawiły się. Domy powiększono i coraz częściej dodawano drugi pokój, a nawet piętro.

### Miasto
Społeczeństwo średniowieczne nie skupiało się wokół miast w takim stopniu jak obywatele cesarstwa rzymskiego czy mieszkańcy współczesnego świata. Upadek imperium rzymskiego wywołał katastroficzny w skutkach spadek populacji miast i miasteczek cesarstwa. Jednakże między X a XII wiekiem nastąpiło ich odrodzenie w Europie i rozpoczęła się urbanizacja społeczeństwa.
Wysyłanie dzieci na służbę było bardziej popularne w mieście aniżeli na wsi. Mieszkańcy miast pracowali jako kupcy albo rzemieślnicy, a ich działalność ściśle kontrolowały cechy, których członkowie zatrudniali młodych pracowników, głównie chłopców. Ci stawali się uczniami i poznawali tajniki rzemiosła, aby potem móc przynależeć do cechu. Praktykanci, traktowani tak samo jak dzieci mistrza, byli częścią domostwa, a nawet rodziny.

## Dalszy rozwój

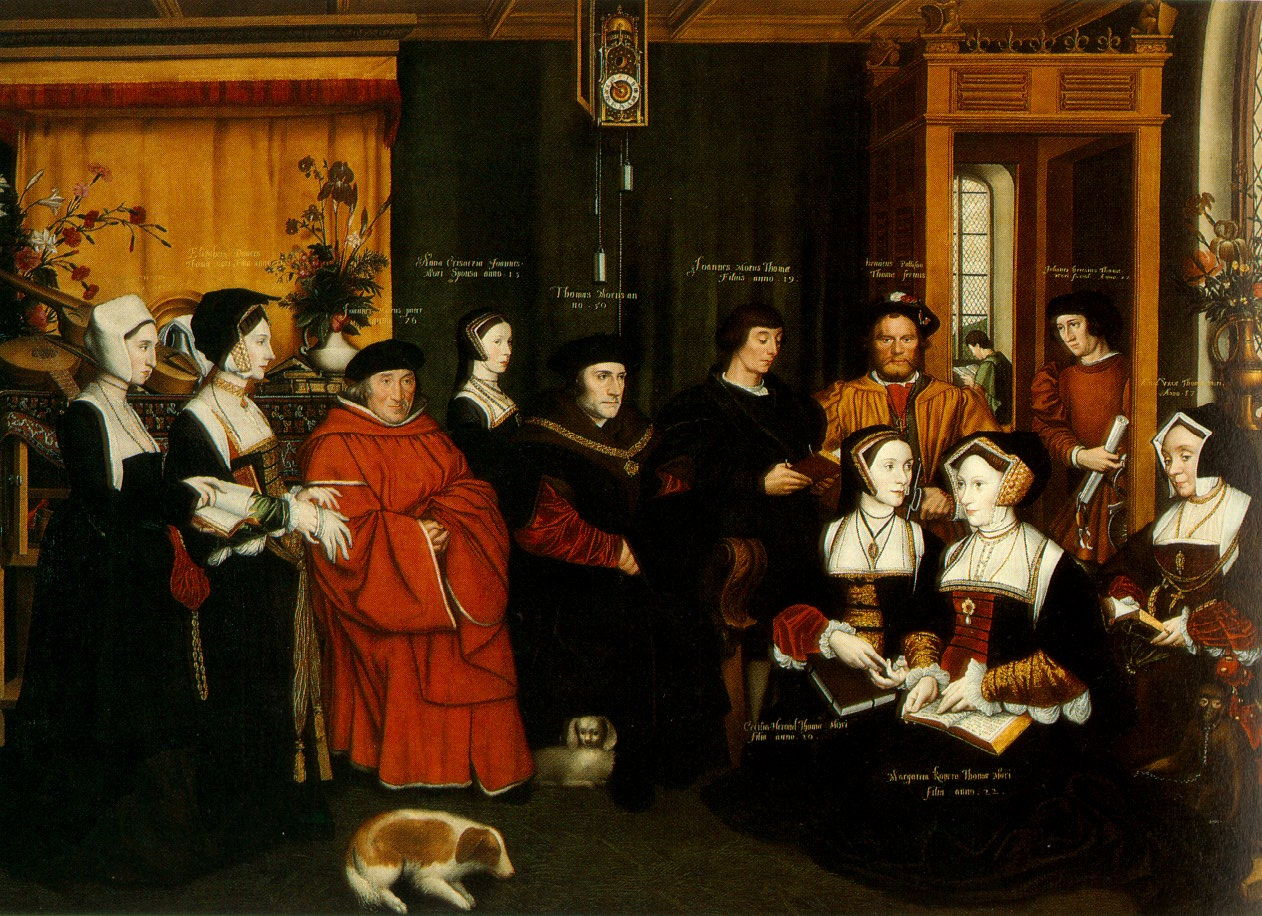
Tomasz Morus z najbliższą rodziną na obrazie Hansa Holbeina. Przykład idealnego wizerunku głowy rodziny na początku epoki renesansu.

Pod koniec średniowiecza funkcje i sama struktura domostwa uległy zmianie. Wpłynęły na to dwa czynniki. Po pierwsze, na pole walki wprowadzono proch, co zmniejszyło wartość obronną zamku i stał się on głównie siedzibą mieszkalną. Domownicy skupili się na komforcie mieszkania i luksusie, jednocześnie zwiększyła się liczba kobiet w domostwie.
Po drugie, nastała nowa epoka, w której dominował człowiek, a w centrum zainteresowań stała prywatność jednostki. Już u schyłku średniowiecza w zamkach pojawiało się coraz więcej osobistych komnat dla samego władcy i jego służących. Ten zwyczaj rozwinął się, gdy zaczęto budować pałace i posiadłości zamiast zamków. Nadal zatrudniano służących, a ich liczba nie uległa znacznej zmianie. Natomiast rozkład sił w domostwie wyglądał zupełnie inaczej, odtąd rodzina w sensie genealogicznym stanowiła podwaliny domu.